# 保罗·狩谷
保罗·狩谷（英語：Paul Kariya，1974年10月16日—），加拿大男子冰球运动员。他曾代表加拿大国家队参加1994年和2002年冬季奥林匹克运动会冰球比赛，获得一枚金牌和一枚银牌。